# لایوش کوچیش
لایوش کوچیش (مجاری: Lajos Kocsis; ۱۸ ژوئن ۱۹۴۷ – ۹ اکتبر ۲۰۰۰) بازیکن فوتبال اهل مجارستان بود.
از باشگاه‌هایی که وی در آن بازی کرده‌است می‌توان به باشگاه فوتبال بوداپست هونود اشاره کرد.
وی به‌همراه تیم ملی فوتبال مجارستان در بازی‌های المپیک تابستانی ۱۹۷۲ شرکت کرده‌است.
وی در مسابقات کشوری و بین‌المللی در مجموع برندهٔ ۱ مدال طلا و ۱ مدال نقره شده‌است.